# Пи⁵ Ориона
Для того чтобы посмотреть другие звёздные системы с этим обозначением Байера, см. Пи Ориона.
Пи5 Ориона — звезда созвездия Ориона, входит в астеризм, состоящий из вертикальной дуги звёзд, название каждой из которых обозначается греческой буквой π и цифрой, которая была присвоена Байером, с севера на юг, от π1 до π6. Сам астеризм обозначают и рисуют по-разному: Дубинка или Щит или Лук Ориона.
π5 — необычная и плохо изученная бело-голубая звезда четвёртой звёздной величины (3,72m) спектрального класса B, находящаяся на расстоянии 1 340 (с большой долей неопределённости) световых лет от Земли. Спектральные исследования показывают, что π5 — двойная система, которая состоит из гиганта спектрального класса B3, и горячего спутника — карлика спектрального класса B0. Его период обращения вокруг главной звезды — 3,7004 суток, и это показывает, что они весьма близки и отделены друг от друга расстоянием намного меньшим, чем астрономическая единица. В результате их близости и вращения, по крайней мере, 90 км/с, каждая из звёзд имеет форму эллипсоида. Когда они вращаются вокруг друг друга по почти круговым орбитам, они поворачиваются к наблюдателю, то более широкой, то более узкой стороной, что приводит к колебанию яркости на величину около 0,07m. Их наклон орбиты может достигать 70° и звёзды не могут полностью затмить друг друга. Вся система весьма похожа на Спику. Бинарная природа звезды впервые была обнаружена с помощью спектра в 1903 году, а первые параметры орбиты определены в 1913 году О. Дж. Ли (O. J. Lee). Переменность, а также её тип — эллипсоидальная переменная, были найдены Джоелом Стеббинсом (Joel Stebbins), в процессе наблюдений, которые он проводил в 1917 году с помощью 12-дюймового рефрактора в Университете штата Иллинойс.
Стеббинс измерял вариации затменно-двойной системы Лямбда Тельца, использовал π5 в качестве эталона и нашёл несоответствия, которые могут произойти только в случае, если эталонная звезда сама окажется переменной. Отношение яркости двух звёзд неизвестно, так что это не позволяет оценить светимости и массы звёзд по отдельности. «Комбинированная» температура составляет около 20 800 K. Если весь свет (за вычетом 0,2m звёздной величины, поглощённой межзвёздной пылью) приходит с гиганта спектрального класса B3, светимость будет в 24 000 раза больше солнечной, и из этого можно оценить массу звезды в 12 солнечных. Если суммарная масса системы 12 солнечных масс, то это значит, расстояние между звёздами будет около одной десятой астрономической единицы. Спектральные данные и угол наклона заставляют предлагать, что это расстояние лишь несколько сотых а. е. Хотя наблюдения происходят более века, окончательные параметры π5 до сих пор не определены.